# Tuorbumoaivi
Tuorbumoaivi är en kulle i Finland. Den ligger i Enare kommun i  landskapet Lappland, i den norra delen av landet, 1 000 km norr om huvudstaden Helsingfors. Toppen på Tuorbumoaivi är 431 meter över havet.
Terrängen runt Tuorbumoaivi är huvudsakligen lite kuperad.  Trakten runt Tuorbumoaivi är nära nog obefolkad, med mindre än två invånare per kvadratkilometer. Omgivningarna runt Tuorbumoaivi är i huvudsak ett öppet busklandskap.